# No.0
A No.0 a Buck-Tick japán rockegyüttes huszonegyedik nagylemeze, mely 2018-ban jelent meg. Második volt az Oricon slágerlistáján és ötödik a Billboard Japan albumlistáján. Imai Hiszasi, a fő dalszerző a „minimalista” és „elektronikus” szavakkal jellemezte a lemezt, és szerinte jelentősen különbözik az együttes korábbi albumaitól. A lemez három verzióban volt kapható, a C jelű, limitált kiadású változathoz VR-formátumú videóklipeket csatoltak.

## Dallista
Az összes dalszöveg szerzője Szakurai Acusi, kivéve a 8., 9. és 10. számot, melyeket Imai Hiszasi írt; az összes szám szerzője Imai Hiszasi, kivéve az 5., 6. és 7. számot, melyeket Hosino Hidehiko írt.
| 1.    | Reisiki 13-gata "Ai" (零式13型「愛」)                                  | 5:40 |
| 2.    | Bishú LOVE (美醜LOVE)                                                  | 4:44 |
| 3.    | GUSTAVE                                                                | 4:53 |
| 4.    | Moon Szajonara vo osiete (Moon さよならを教えて)                       | 4:58 |
| 5.    | Barairo dzsúdzsidan - Rosen Kreuzer - (薔薇色十字団 - Rosen Kreuzer -) | 3:01 |
| 6.    | Salome - femme fatale - (サロメ - femme fatale -)                      | 3:39 |
| 7.    | Ophelia                                                                | 4:42 |
| 8.    | Hikari no teikoku (光の帝国)                                           | 3:58 |
| 9.    | Nostalgia - Vita Mechanicalis - (ノスタルジア - ヰタ メカニカリス -)   | 3:01 |
| 10.   | IGNITER                                                                | 2:37 |
| 11.   | BABEL                                                                  | 5:26 |
| 12.   | Guernica no joru (ゲルニカの夜)                                        | 5:41 |
| 13.   | Tainai kaiki (胎内回帰)                                                | 5:02 |
| 57:28 |                                                                        |      |

| 1. | Bisú LOVE (美醜LOVE) (videóklip) | 4:44 |
| 2. | IGNITER (videóklip)              | 2:37 |
| 3. | Ophelia (videóklip)              | 4:32 |

| 1. | Bisú LOVE (美醜LOVE) (VR videóklip) | 4:44 |
| 2. | IGNITER (VR videóklip)              | 2:37 |
| 3. | Ophelia (VR videóklip)              | 4:32 |